# Tōjirō Kubo
Tōjirō Kubo (久保 藤次郎?, Kubo Tōjirō; Aichi, 5 aprile 1999) è un calciatore giapponese, centrocampista del Kashiwa Reysol  e della nazionale giapponese.

## Caratteristiche tecniche
È un esterno destro di centrocampo.

## Carriera

### Club
Ha sempre giocato nel campionato di casa, indossando le maglie rispettivamente del Fujieda MYFC, del Nagoya Grampus, del Sagan Tosu e del Kashiwa Reysol.

### Nazionale
Viene convocato per la prima volta in nazionale maggiore da Hajime Moriyasu nel luglio 2025, in vista delle gare di Coppa dell'Asia orientale 2025 contro Hong Kong, Cina e Corea del Sud.

## Statistiche

### Cronologia presenze e reti in nazionale
| Cronologia completa delle presenze e delle reti in nazionale ― Giappone | Cronologia completa delle presenze e delle reti in nazionale ― Giappone | Cronologia completa delle presenze e delle reti in nazionale ― Giappone | Cronologia completa delle presenze e delle reti in nazionale ― Giappone | Cronologia completa delle presenze e delle reti in nazionale ― Giappone | Cronologia completa delle presenze e delle reti in nazionale ― Giappone | Cronologia completa delle presenze e delle reti in nazionale ― Giappone | Cronologia completa delle presenze e delle reti in nazionale ― Giappone |
| Data                                                                    | Città                                                                   | In casa                                                                 | Risultato                                                               | Ospiti                                                                  | Competizione                                                            | Reti                                                                    | Note                                                                    |
| ----------------------------------------------------------------------- | ----------------------------------------------------------------------- | ----------------------------------------------------------------------- | ----------------------------------------------------------------------- | ----------------------------------------------------------------------- | ----------------------------------------------------------------------- | ----------------------------------------------------------------------- | ----------------------------------------------------------------------- |
| 8-7-2025                                                                | Yongin                                                                  | Giappone                                                                | 6 – 1                                                                   | Hong Kong                                                               | Coppa dell'Asia orientale 2025                                          | -                                                                       | 64’                                                                     |
| Totale                                                                  |                                                                         | Presenze                                                                | 1                                                                       |                                                                         | Reti                                                                    | 0                                                                       |                                                                         |